# Palazzo Fieschi (Casella)
Il palazzo Fieschi è un edificio civile situato in piazza XXV Aprile nel comune di Casella, nella città metropolitana di Genova.

## Storia e descrizione
Il palazzo Fieschi, sito nella piazza principale, oggi denominata piazza XXV Aprile, fu fatto costruire dai Fieschi sul finire del XVII secolo, molto probabilmente nel 1691 con la definitiva configurazione della piazza, proprio all'incrocio dei due principali assi viari (la strada "dei Feudi Imperiali" e la "Via del sale").
Il palazzo, in stile rinascimentale e barocco, si sviluppa a pianta quadrata e a due piani di altezza, dotato di una corte interna e di una torre d'avvistamento quadrata sulla cui facciata è visibile lo stemma gentilizio dei Fieschi.
L'edificio ebbe soprattutto funzioni amministrative e di controllo merci, ma in alcuni periodi fu anche residenza estiva dei Fieschi.